# Shiloh Fernandez
Shiloh Thomas Fernández (Ukiah, California; 26 de febrero de 1985) es un actor estadounidense.  Es conocido por sus papeles en las series de televisión Jericho y United States of Tara, y las películas Deadgirl y Red Riding Hood, así como por interpretar a David Allen en la película Evil Dead de 2013 y el videojuego Evil Dead: The Game de 2022.

## Biografía
Shiloh Thomas Fernández nació en Ukiah, California y comenzó su carrera como actor a los cinco años. Su tío del mismo nombre, Tom Fernández, es un monje SRF en Encinitas, California y su tío Ed Fernández es un conocido abogado de defensa criminal en San José, California.
Es conocido por sus papeles en Jericho y United States of Tara. Fernández también actuó en el episodio de Gossip Girl "Valley Girls".
En abril de 2010 Shiloh fue seleccionado para el thriller romántico Red Riding Hood, dirigida por Catherine Hardwicke. En 2013 actuó en la versión de Evil Dead con el de personaje David.
A finales de 2014 apareció en el video musical The Heart Wants What It Wants, de la cantante Selena Gomez.
En 2015, junto a Zac Efron, Jonny Weston y Wes Bentley actuaron la película We Are Your Friends.

## Filmografía

### Cine
| Año  | Título original                  | Personaje       | Ref.  |
| ---- | -------------------------------- | --------------- | ----- |
| 2005 | Wa$ted (Cortometraje)            | Kyle            |       |
| 2007 | Interstate                       | Edgar           |       |
| 2008 | Red                              | Pete Doust      |       |
| 2008 | Gardens of the Night             | Cooper          |       |
| 2008 | From Within                      | Sean            |       |
| 2008 | Deadgirl                         | Rickie          |       |
| 2008 | The Warehouse Job (Cortometraje) | Richard         |       |
| 2008 | Cadillac Records                 | Phil Chess      |       |
| 2009 | 16 to Life                       | Rene            |       |
| 2010 | Skateland                        | Ritchie Wheeler |       |
| 2010 | Swerve (Cortometraje)            | Daniel          |       |
| 2010 | Happiness Runs                   | Jake            |       |
| 2011 | Red Riding Hood                  | Peter           |       |
| 2013 | The East                         | Luca            |       |
| 2013 | Evil Dead                        | David Allen     |       |
| 2013 | Deep Powder                      | Danny           |       |
| 2013 | Syrup                            | Scat            |       |
| 2013 | Searching (Cortometraje)         | Henry           |       |
| 2014 | White Bird in a Blizzard         | Phil            |       |
| 2014 | Queen of Carthage                | Amos            |       |
| 2015 | Return to Sender                 | William Finn    |       |
| 2015 | We Are Your Friends              | Ollie           |       |
| 2016 | Chronically Metropolitan         | Fenton          |       |
| 2016 | Edge of Winter                   | Richard         |       |
| 2016 | Long Nights Short Mornings       | James           |       |
| 2019 | Burn                             | Perry           | [ 2 ] |
| 2021 | The Birthday Cake                | Gio             |       |
| 2021 | The Cleaner                      | Andrew Briggs   |       |
| 2021 | Our Father (Cortometraje)        | Alex            |       |
| 2022 | Big Gold Brick                   | Roy             |       |
| 2022 | Continue                         | Trenton         |       |
| 2022 | Private Property                 | Ben             |       |
| 2022 | Torn Hearts                      | Caleb Crawford  |       |
| 2023 | The Old Way                      | Boots           | [ 3 ] |
| 2023 | Mob Land                         | Shelby Conners  |       |
| 2023 | Desperation Road                 | Clint           |       |

### Series
| Año       | Título original                   | Personaje        | Notas                           |
| --------- | --------------------------------- | ---------------- | ------------------------------- |
| 2006      | Cold Case                         | Valentino        | Episodio: "One Night"           |
| 2006–2007 | Jericho                           | Sean Henthorn    | 7 episodios                     |
| 2007      | Drake & Josh                      | Julio            | Episodio: "The Storm"           |
| 2007      | Lincoln Heights                   | T.J.             | Episodio: "Baby Doe"            |
| 2008      | CSI: NY                           | Jake Fairwick    | Episodio: "All in the Family"   |
| 2008      | The Cleaner                       | Ray Crin Jr.     | Episodio: "Here Comes the Boom" |
| 2009      | United States of Tara             | Benjamin Lambert | 3 episodios (1 uncredited)      |
| 2009      | Gossip Girl                       | Owen Campos      | Episodio: "Valley Girls"        |
| 2009      | Three Rivers                      | Scott Becker     | 3 episodios (1 uncredited)      |
| 2015      | Law & Order: Special Victims Unit | Scott Russo      | Episodio "Agent Provocateur"    |
| 2016      | Falling Water                     | Levon            | 2 episodioos                    |
| 2017      | Gypsy                             | Tom              | 4 episodios                     |
| 2018      | Instinct                          | Troy             | Episodio "Long Shot"            |
| 2019      | Euphoria                          | Trevor           | 2 episodios                     |
| 2022      | The Rookie                        | Cruz Lopez       | Episodeio: "The Fugitive"       |